# حسینی (مقام موسیقی)

محل صداهای مقام حسینی بر روی پرده‌های سازهایی مثل تار، سه‌تار و عود که سیم‌هایشان با فاصلهٔ چهارم درست کوک شده‌اند.

حسینی یکی از ۱۲ مقام موسیقی قدیم ایران بوده‌است. این مقام همینک به صورت گوشه‌ای در دستگاه شور موجود است.

## تاریخچه
مقام حسینی یکی از دوازده مقام موسیقی ایرانی بود. همچنین، در موسیقی قدیم ایران یک آواز به نام نوروزِ اصل وجود داشت که از نظر فواصل با مقام حسینی یکسان بود و فقط به جای هشت درجه، هفت درجه داشت.
در رسالهٔ کنزالتحف، مقام حسینی دارای تأثیر «حزن و فتور و تأسف» توصیف شده‌است. همچنین، از این مقام با لقب «شَدّ الصُلح و العَتاب» (مقام صلح و خشم) یاد شده‌است.

درجات مقام حسینی

پس از تحول مقام به دستگاه، حسینی به صورت یک دستگاه حفظ نشد. نزدیک‌ترین دستگاه به حسینی از نظر فواصل دستگاه شور است. در موسیقی قدیم ایران نامی از «شور» (در قالب یک مقام یا آواز یا شعبه) برده نشده و به نظر می‌رسد که شور نام جدیدی باشد که از حدود دورهٔ قاجاریه معمول شده باشد.

## گوشه
گوشهٔ حسینی یکی از گوشه‌های دستگاه شور است که در اوج این دستگاه اجرا می‌شود. این گوشه یکی از گوشه‌های مهم دستگاه شور محسوب می‌شود و تکیهٔ آن روی درجات هشتم تا یازدهم شور است. در واقع حسینی در همان فواصل دانگ اول شور ولی یکی اکتاو بالاتر اجرا می‌شود. پس از اجرای گوشهٔ حسینی، با کمک گوشه‌های دوبیتی، بیات کرد یا خارا به مایهٔ اصلی شور فرود صورت می‌گیرد.
گوشهٔ حسینی در دستگاه نوا نیز اجرا می‌شود. در این دستگاه، نت شاهد گوشهٔ حسینی درجهٔ پنجم نواست که معادل درجهٔ هشتم شور است. در نوا نیز حسینی در اوج دستگاه اجرا می‌شود.
به گفتهٔ ژان دورینگ اجرای گوشهٔ حسینی در ردیف‌نوازی حدود یک تا دو دقیقه طول می‌کشد. وی همچنین نظریه‌از از خاچی خاچی را نقل می‌کند که طبق آن، حسینی در اوایل شکل‌گیری ردیف نقش مهم‌تری داشته و تدریجاً از اهمیت آن کاسته شده‌است. دورینگ نیز اشاره می‌کند که در ردیف موسی معروفی و محمود کریمی حسینی کوتاه‌تر از چیزی است که توسط منوچهر صادقی و هرمز فرهت نت‌نویسی شده، و در ردیف نورعلی برومند و نسخه‌هایی از ردیف داریوش طلایی و حسین علیزاده که دورینگ بررسی کرده نیز اشاره‌ای به حسینی نشده بوده‌است.